# Peso ligero
Peso ligero o peso liviano es una categoría competitiva del boxeo y otros deportes de combate que agrupa a competidores de poco peso. En el boxeo profesional, la categoría abarca a los púgiles que pesan más de 58,967 kg (130 lb) y menos de 61,237 kg (135 lb). En el boxeo aficionado (varones mayores), la categoría abarca a los boxeadores que pesan más de 57 kg (125,66 lb) y menos de 60 kg (132,28 lb).
En el boxeo profesional la categoría inmediata anterior es el peso superpluma y la inmediata superior el peso superligero. En el boxeo amateur la categoría inmediata anterior es el peso pluma y la inmediata superior el peso wélter ligero (superligero).
El peso ligero es una de las ocho categorías tradicionales del boxeo: mosca, gallo, pluma, ligero, wélter, mediano, mediopesado y pesado.

## Historia
De acuerdo con la mayoría de cronistas e historiadores boxísticos, así como con cadenas deportivas a nivel mundial, tal como Associated Press, ESPN, y The Ring, el mejor peso ligero de todos los tiempos ha sido el panameño Roberto Durán, seguido de otras legendarias figuras como fueron Benny Leonard, Joe Gans, Tony Canzoneri, Carlos Ortiz, Ike Williams, Alexis Argüello, Óscar de la Hoya, Shane Mosley, y Colin Smith, teniendo también un destacado paso por esta división Floyd Mayweather Jr., Manny Pacquiao y Juan Manuel Márquez, entre otros.

## Mujeres y cadetes
En el boxeo profesional no existen diferencias entre varones y mujeres, en lo relativo a los límites entre las categorías, con la aclaración que en las mujeres no existe la categoría de peso superpesado y, por tanto, la categoría máxima en ellas es peso pesado.
En el boxeo aficionado sí existen diferencias en los límites de las categorías, entre los varones mayores (adultos y juniors), con respecto a las mujeres y los cadetes (menores de edad). En el caso del boxeo femenino, la categoría de peso ligero es la siguiente:
- Límite inferior: 54 kg.
- Límite superior: 57 kg.

## Campeones mundiales profesionales
| Campeones mundiales de peso ligero | Campeones mundiales de peso ligero | Campeones mundiales de peso ligero | Campeones mundiales de peso ligero | Campeones mundiales de peso ligero | Campeones mundiales de peso ligero |
| Asociación                         | Desde                              | Campeón                            | País                               | Récord                             | Defensas                           |
| ---------------------------------- | ---------------------------------- | ---------------------------------- | ---------------------------------- | ---------------------------------- | ---------------------------------- |
| Super WBA                          | 5 de junio de 2022                 | Devin Haney                        | Estados Unidos                     | 28-0-0 (15 KO)                     | 1                                  |
| WBA                                | 28 de diciembre de 2019            | Gervonta Davis                     | Estados Unidos                     | 28-0-0 (25 KO)                     | 2                                  |
| WBC                                | 5 de junio de 2022                 | Shakur Stevenson                   | Estados Unidos                     | 28-0-0 (15 KO)                     | 6                                  |
| IBF                                | 5 de junio de 2022                 | Vacante                            | Estados Unidos                     | 28-0-0 (15 KO)                     | 1                                  |
| WBO                                | 5 de junio de 2022                 | Devin Haney                        | Estados Unidos                     | 28-0-0 (15 KO)                     | 1                                  |

Actualizado el 10/08/2025

## Campeones amateurs

### Campeones olímpicos
- Juegos Olímpicos de 1904:  Harry Spanger (USA)
- Juegos Olímpicos de 1908:  Frederick Grace (GBR)
- Juegos Olímpicos de 1920:  Samuel Mosberg (USA)
- Juegos Olímpicos de 1924:  Hans Jacob Nielsen (DEN)
- Juegos Olímpicos de 1928:  Carlo Orlandi (ITA)
- Juegos Olímpicos de 1952:  Aureliano Bolognesi (ITA)
- Juegos Olímpicos de 1956:  Dick McTaggart (GBR)
- Juegos Olímpicos de 1960:  Kazimierz Paździor (POL)
- Juegos Olímpicos de 1964:  Józef Grudzień (POL)
- Juegos Olímpicos de 1968:  Ronald W. Harris (USA)
- Juegos Olímpicos de 1972:  Jan Szczepański (POL)
- Juegos Olímpicos de 1976:  Howard Davis Jr. (USA)
- Juegos Olímpicos de 1980:  Ángel Herrera (CUB)
- Juegos Olímpicos de 1984:  Pernell Whitaker (USA)
- Juegos Olímpicos de 1988:  Andreas Zülow (GDR)
- Juegos Olímpicos de 1992:  Óscar de la Hoya (USA)
- Juegos Olímpicos de 1996:  Hocine Soltani (ALG)
- Juegos Olímpicos de 2000:  Mario César Kindelán Mesa (CUB)
- Juegos Olímpicos de 2004:  Mario César Kindelán Mesa (CUB)
- Juegos Olímpicos de 2008:  Alexey Tishchenko (RUS)
- Juegos Olímpicos de 2012:  Vasyl Lomachenko (UKR)
- Juegos Olímpicos de 2016:  Robson Conceição (BRA)

### Juegos Panamericanos (medallas de oro)
- Juegos Panamericanos de 1951:  Oscar Gallardo (ARG)
- Juegos Panamericanos de 1955:  Miguel Ángel Péndola (ARG)
- Juegos Panamericanos de 1959:  Abel Laudonio (ARG)
- Juegos Panamericanos de 1963:  Roberto Caminero (CUB)
- Juegos Panamericanos de 1967:  Enrique Regueiferos (CUB)
- Juegos Panamericanos de 1971:  Luis Dávila (PUR)
- Juegos Panamericanos de 1975:  Chris Clarke (CAN)
- Juegos Panamericanos de 1979:  Adolfo Horta (CUB)
- Juegos Panamericanos de 1983:  Pernell Whitaker (EUA)
- Juegos Panamericanos de 1987:  Julio González Valladares (CUB)
- Juegos Panamericanos de 1991:  Julio González Valladares (CUB)
- Juegos Panamericanos de 1995:  Julio González Valladares (CUB)
- Juegos Panamericanos de 1999:  Mario César Kindelán Mesa (CUB)
- Juegos Panamericanos de 2003:  Mario César Kindelán Mesa (CUB)

## Peso ligero enkickboxing
- La International Kickboxing Federation (IKF) establece que el peso ligero en ese deporte, tanto para profesionales como amateurs, abarca a los luchadores que pesan entre 57,77 kg (127,1 lb) y 60 kg (132 lb).

También en las mujeres existe esta categoría, pero con pesos menores.